# Annahstasia
 (juillet 2025).
Annahstasia Enuke, connue sous le nom de Annahstasia, est une musicienne folk américaine originaire de Los Angeles.

## Biographie
Annahstasia sort son premier EP Revival en 2023, son deuxième EP, Surface Tension, en 2024 et son premier album, Tether, en 2025.
Celui-ci est acclamé par la critique, notamment par la désignation de « Best New Music » par le magazine en ligne Pitchfork,.

## Discographie
Albums studio
- Tether (2025)

EP
- Revival (2023)
- Surface Tension (2024)